# Camponotus carbonarius
Camponotus carbonarius é uma espécie de inseto do gênero Camponotus, pertencente à família Formicidae.